# Europaspiele 2023/Teilnehmer (Moldau)
| Gelbes Symbol für Goldmedaillen mit stilisierten Olympischen Ringen | Graues Symbol für Silbermedaillen mit stilisierten Olympischen Ringen | Braundes Symbol für Bronzemedaillen mit stilisierten Olympischen Ringen |
| ------------------------------------------------------------------- | --------------------------------------------------------------------- | ----------------------------------------------------------------------- |
| —                                                                   | —                                                                     | —                                                                       |

Die Republik Moldau nahm an den Europaspielen 2023 in Krakau teil.

## Teilnehmer nach Sportarten

### Beachsoccer

#### Männer
| Wettbewerb      | Männer |
| --------------- | --- |
| Teilnehmer      | Eugeniu Borovschi Alexandr Ceh Grigore Cojocari Nicolae Garanovschi Dumitru Graur Nicolae Ignat Ruslan Istrati Vasile Mîța Leonid Podlesnov Serghei Schitenco Alexandru Sîrghi Artiom Turtă |
| Gruppenphase    | Schweiz 4:9 Italien 4:6 Ukraine 5:6 |
| Platzierung 5–8 | Polen 8:6 |
| Platzierung 5–6 | Aserbaidschan 2:4 |
| Platzierung     | 6 |

### Leichtathletik
| Team            | Wettbewerb  | Wettbewerb | Punkte | Punkte | Punkte | Punkte | Punkte | Punkte | Punkte     | Punkte    | Punkte    | Punkte      | Punkte           | Punkte      | Punkte    | Punkte     | Punkte     | Punkte         | Punkte     | Punkte     | Punkte     | Punkte | Rang |
| Team            | Wettbewerb  | Wettbewerb | 100 m  | 200 m  | 400 m  | 800 m  | 1500 m | 5000 m | 110 m Hü.* | 400 m Hü. | 4 × 100 m | 4 × 400 m** | 3000 m Hindernis | Kugelstoßen | Speerwurf | Hammerwurf | Diskuswurf | Stabhochsprung | Hochsprung | Dreisprung | Weitsprung | Gesamt | Rang |
| --------------- | ----------- | ---------- | ------ | ------ | ------ | ------ | ------ | ------ | ---------- | --------- | --------- | ----------- | ---------------- | ----------- | --------- | ---------- | ---------- | -------------- | ---------- | ---------- | ---------- | ------ | ---- |
| Moldau Republik | 2. Division | Männer     | 1      | 5      | 5      | 1      | 6      | 6      | —          | 4         | 0         | 2           | 2                | 2           | 14        | 10         | 4          | —              | 1          | 13         | 2          | 170    | 16   |
| Moldau Republik | 2. Division | Frauen     | 1      | 1      | 3      | 2      | 3      | 6      | 2          | 9         | 6         | 2           | 12               | 15          | 1         | 13         | 6          | —              | 1          | 9          | 3          | 170    | 16   |

* Die Frauen treten über 100 m Hürden, statt 110 m Hürden an.
** Die 4 × 400 m sind ein Mixed-Wettkampf.

#### Einzelresultate
| Wettbewerb       | Männer                                                            | Männer          | Männer      | Männer      | Frauen                                                      | Frauen          | Frauen         | Frauen         |
| Wettbewerb       | Athlet                                                            | Ergebnis        | Rang        | Rang Gesamt | Athletin                                                    | Ergebnis        | Rang           | Rang Gesamt    |
| ---------------- | ----------------------------------------------------------------- | --------------- | ----------- | ----------- | ----------------------------------------------------------- | --------------- | -------------- | -------------- |
| 100 m            | Ian-Gheorghe Vieru                                                | 11,02 s         | 16          | 39          | Diana Podoleanu                                             | 12,16 s SB      | 16             | 38             |
| 200 m            | Ian-Gheorghe Vieru                                                | 21,52 s SB      | 12          | 33          | Diana Podoleanu                                             | 25,03 s SB      | 16             | 41             |
| 400 m            | Ivan Galuşco                                                      | 47,46 s         | 12          | 30          | Tatiana Contrebuț                                           | 56,76 s PB      | 14             | 35             |
| 800 m            | Adrian Iordan                                                     | 1:52,39 min     | 16          | 35          | Mihaela Botnari                                             | 2:18,79 min SB  | 15             | 41             |
| 1500 m           | Ivan Siuris                                                       | 3:48,42 min PB  | 11          | 31          | Mihaela Botnari                                             | 4:36,97 min PB  | 14             | 35             |
| 5000 m           | Maxim Răileanu                                                    | 14:35,11 min SB | 11          | 33          | Lilia Fisikovici                                            | 16:50,96 min SB | 11             | 29             |
| 110/100 m Hürden | Kein Athlet                                                       | Kein Athlet     | Kein Athlet | Kein Athlet | Iana Garaeva                                                | 14,28 s PB      | 15             | 33             |
| 400 m Hürden     | Christin Eșanu                                                    | 53,36 s         | 13          | 30          | Anna Berghii                                                | 1:00,46 min SB  | 08             | 27             |
| 3000 m Hindernis | Nicolae Pavlenco                                                  | 9:23,13 min SB  | 15          | 35          | Andreea Stavila                                             | 10:02,03 min PB | 05             | 14             |
| 4 × 100 m        | Alexandru Zatic Ian-Gheorghe Vieru Daniel Mititelu Christin Eșanu | DNF             | DNF         | DNF         | Anna Berghii Tatiana Contrebuț Iana Garaeva Diana Podoleanu | 47,60 s SB      | 11             | 26             |
| Kugelstoßen      | Alexandr Mazur                                                    | 15,58 m         | 15          | 38          | Dimitriana Bezede                                           | 17,27 m         | 02             | 06             |
| Speerwurf        | Adrian Mardare                                                    | 80,16 m         | 03          | 07          | Ana-Maria Eremeia                                           | 36,09 m         | 16             | 39             |
| Hammerwurf       | Serghei Marghiev                                                  | 70,56 m         | 07          | 14          | Zalina Marghieva                                            | 65,86 m         | 04             | 15             |
| Diskuswurf       | Alexandr Mazur                                                    | 49,29 m SB      | 13          | 34          | Dimitriana Bezede                                           | 47,41 m         | 11             | 29             |
| Stabhochsprung   | Kein Athlet                                                       | Kein Athlet     | Kein Athlet | Kein Athlet | Keine Athletin                                              | Keine Athletin  | Keine Athletin | Keine Athletin |
| Hochsprung       | Platon Tacu                                                       | 1,91 m          | 16          | 34          | Ana Bulat                                                   | 1,61 m SB       | 16             | 37             |
| Dreisprung       | Vadim Doscalov                                                    | 15,56 m         | 04          | 17          | Anastasia Senchiv                                           | 12,99 m SB      | 08             | 18             |
| Weitsprung       | Vadim Doscalov                                                    | 6,79 m SB       | 15          | 39          | Anastasia Senchiv                                           | 5,67 m SB       | 14             | 34             |

| Wettbewerb | Mixed                                                      | Mixed          | Mixed | Mixed       |
| Wettbewerb | Athleten                                                   | Ergebnis       | Rang  | Rang Gesamt |
| ---------- | ---------------------------------------------------------- | -------------- | ----- | ----------- |
| 4 × 400 m  | Ivan Galuşco Anna Berghii Christin Eșanu Tatiana Contrebuț | 3:29,66 min SB | 15    | 35          |